# Гудфілд (Іллінойс)
Гудфілд (англ. Goodfield) — селище (англ. village) в США, в окрузі Вудфорд штату Іллінойс. Населення — 936 осіб (2020).

## Географія
Гудфілд розташований за координатами 40°37′50″ пн. ш. 89°15′28″ зх. д. / 40.63056° пн. ш. 89.25778° зх. д. (40.630551, -89.257671).  За даними Бюро перепису населення США в 2010 році селище мало площу 4,39 км², з яких 4,37 км² — суходіл та 0,02 км² — водойми.

## Демографія
Згідно з переписом 2010 року, у селищі мешкало 860 осіб у 285 домогосподарствах у складі 232 родин. Густота населення становила 196 осіб/км².  Було 301 помешкання (69/км²).
Расовий склад населення:
| - 97,8 % — білих - 1,3 % — азіатів - 0,3 % — чорних або афроамериканців |

До двох чи більше рас належало 0,5 %. Частка іспаномовних становила 0,5 % від усіх жителів.
За віковим діапазоном населення розподілялося таким чином: 32,0 % — особи молодші 18 років, 58,6 % — особи у віці 18—64 років, 9,4 % — особи у віці 65 років та старші. Медіана віку мешканця становила 33,3 року. На 100 осіб жіночої статі у селищі припадало 97,7 чоловіків;  на 100 жінок у віці від 18 років та старших — 97,6 чоловіків також старших 18 років.
Середній дохід на одне домашнє господарство  становив 118 414 долари США (медіана — 99 286), а середній дохід на одну сім'ю — 131 090 доларів (медіана — 109 688). Медіана доходів становила 85 750 доларів для чоловіків та 48 750 доларів для жінок. За межею бідності перебувало 3,6 % осіб, у тому числі 2,4 % дітей у віці до 18 років та 0,0 % осіб у віці 65 років та старших.
Цивільне працевлаштоване населення становило 477 осіб. Основні галузі зайнятості: освіта, охорона здоров'я та соціальна допомога — 28,7 %, виробництво — 15,3 %, будівництво — 10,3 %, фінанси, страхування та нерухомість — 9,4 %.